# لورن كاردينال
لورن كاردينال (بالإنجليزية: Lorne Cardinal)‏ (و. 1964  م) هو ممثل تلفزي، ومخرج أفلام، ومنتج أفلام، وكاتب سيناريو، ومؤدي أصوات، وممثل هزلي كندي.
.

## التعليم
تعلم في جامعة ألبرتا.

## وصلات خارجية
- لورن كاردينال على موقع IMDb (الإنجليزية)
- لورن كاردينال على موقع ألو سيني (الفرنسية)
- لورن كاردينال على موقع أول موفي (الإنجليزية)
- لورن كاردينال على موقع قاعدة بيانات الأفلام السويدية (السويدية)
- لورن كاردينال على موقع قاعدة بيانات الفيلم (الإنجليزية)
- لورن كاردينال على موقع كينوبويسك (الروسية)